# Ramularia scelerata
Ramularia scelerata är en svampart som beskrevs av Cooke 1885. Ramularia scelerata ingår i släktet Ramularia och familjen Mycosphaerellaceae.   Inga underarter finns listade i Catalogue of Life.